# ストップ・ミー・フロム・フォーリング
『ストップ・ミー・フロム・フォーリング』(Stop Me from Falling)は、オーストラリア人の歌手カイリー・ミノーグの楽曲。2018年3月9日にミノーグの会社デアノート・リミテッドと発売の認可を受けたBMGから14枚目のスタジオ・アルバム『ゴールデン』の2枚目のシングルとして発売された。ミノーグ、Steve McEwan、Danny Shahによって作詞作曲され、スカイ・アダムスが主なプロデュースを務めた。音楽的に「ストップ・ミー・フロム・フォーリング」はミノーグの過去のダンス・ナンバーと通ずる構造であり、ポップ・ミュージックとカントリー・ミュージックの要素が入っている。歌詞は恋に落ちる寸前の人物を描いている。
「ストップ・ミー・フロム・フォーリング」は音楽評論から好意的なレビューを受け取り、その多くが前作「ダンシング」との類似性を指摘、更にそのプロダクションを称賛した。商業的にはポーランドとスペインでトップ10に入った、しかしその他の国ではそこそこの成功を収めた。ミュージック・ビデオは.Kylie Presents Goldenのツアーの最中に撮影され、ショウの舞台裏がフィーチャーされている。ビデオはApple Musicで3月30日にプレミア公開された。
シングルのプロモーションの為にミノーグはBBCのThe Graham Norton ShowとThe One Showでこの曲を披露し、Kylie Presents Goldenのセットリストにも入った。くわえてミノーグがヘッドライナーを務めたRadio 2 Live in Hyde Parkでも最初の数曲の内の1曲として歌われた。2018年4月、キューバの音楽デュオGente De Zonaとのコラボレーションによってリミックスされ、4月20日に音楽配信向けにプレミア公開された。曲の2番目のミュージック・ビデオはキューバのハバナで撮影され、同日に公開された。このヴァージョンはポーランドとエクアドルのチャートに登場した。

## チャート
| チャート (2018年)                                        | 最高位 |
| -------------------------------------------------------- | ------ |
| オーストラリア デジタル・トラックス (ARIA)               | 32     |
| オーストラリア インディペンデント・チャート (AIR)        | 2      |
| ベルギー (Ultratip Flanders)                             | 26     |
| ボリビア (Monitor Latino)                                | 17     |
| クロアチア (HRT)                                         | 96     |
| エクアドル (National-Report) Gente de Zonaとのリミックス | 42     |
| ハンガリー (Single Top 40)                               | 34     |
| ポーランド (Polish Airplay Top 100)                      | 7      |
| ポーランド (Dance Top 50) Gente de Zonaとのリミックス    | 22     |
| スコットランド (Official Charts Company)                 | 12     |
| スペイン (PROMUSICAE)                                    | 9      |
| UK シングルス (OCC)                                      | 52     |
| UK インディ (OCC)                                        | 9      |